# 1980 a filmművészetben

## Események
- január 30. – A Goethe Intézet és az Export-Union megállapodást köt a kulturális igényesség és a kereskedelmi siker közötti ellentétek feloldása érdekében.
- április – Hamburgban megrendezik az első nemzetközi filmbörzét.

## Sikerfilmek
Észak-Amerika
1. Csillagok háborúja V: A Birodalom visszavág – rendező Irvin Kershner és George Lucas, bevétel: 534 millió dollár
2. Superman II. – főszereplő Christopher Reeve, rendező Richard Lester, bevétel: 108 millió dollár
3. Kilenctől ötig – főszereplő Jane Fonda, Lily Tomlin és Dolly Parton, rendező Colin Higgins, bevétel 103 millió dollár
4. Dutyi dili – rendező Sidney Poitier
5. Bármi áron – rendező Buddy Van Horn

## Magyar filmek

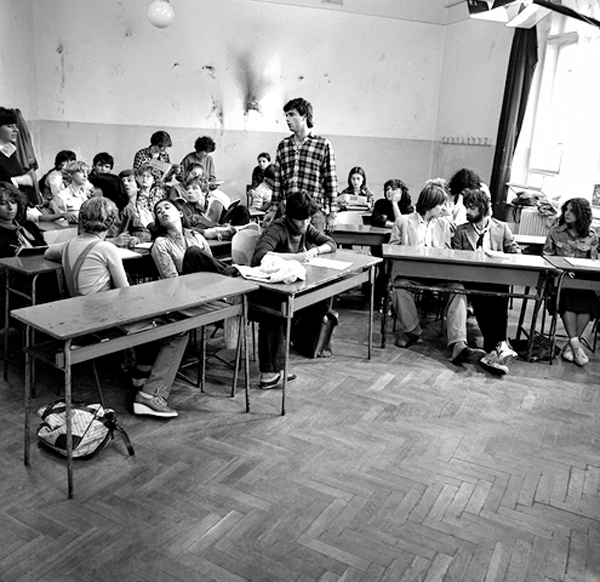
Jelenet a Ballagás című filmből

- Az áldozat – rendező Dobray György
- Ballagás – rendező Almási Tamás
- Bizalom – rendező Szabó István
- Boldog születésnapot, Marilyn! – rendező Szörény Rezső
- Boldogtalan kalap – rendező Sós Mária
- Békeidő – rendező Vitézy László
- Circus maximus – rendező Radványi Géza
- Cserepek – rendező Gaál István
- Csontváry – rendező Huszárik Zoltán
- Élve vagy halva – rendező Rényi Tamás
- Fábián Bálint találkozása Istennel – rendező Fábri Zoltán
- Hogyan felejtsük el életünk legnagyobb szerelmét…? – rendező Szász Péter
- Ki beszél itt szerelemről – rendező Bacsó Péter
- Kojak Budapesten – rendező Szalkai Sándor
- Koportos – rendező Gyarmathy Lívia
- Két történet a félmúltból – rendező Makk Károly
- Köszönöm, megvagyunk – rendező Lugossy László
- A légy – rendezte Rofusz Ferenc
- Majd holnap – rendező Elek Judit
- A mérkőzés – rendező Kósa Ferenc
- Naplemente délben – rendező Hintsch György
- Nárcisz és Psyché – rendező Bódy Gábor
- Örökség – rendező Mészáros Márta
- Panonski vrh – rendező Petrovics Éva (?) (Eva Balaž-Petrović)
- A Pogány Madonna – rendező Bujtor István, Mészáros Gyula
- Színes tintákról álmodom – rendező Ranódy László
- Társkeresés No. 1463 – rendező Mihályfi Imre
- Töredék az életről – rendező Gyöngyössy Imre, Kabay Barna
- Utolsó előtti ítélet – rendező Grunwalsky Ferenc
- Vasárnapi szülők – rendező Rózsa János
- Veszélyes játékok – rendező Fejér Tamás
- Vámmentes házasság – rendező Zsombolyai János

## Díjak, fesztiválok
- Oscar-díj (április 14.)
  - Film: Kramer kontra Kramer
  - Rendező: Robert Benton – Kramer kontra Kramer
  - Férfi főszereplő: Dustin Hoffman – Kramer kontra Kramer
  - Női főszereplő: Sally Field – Norma Rae
  - Külföldi film: A bádogdob – Volker Schlöndorff
- 5. César-gála
  - Film: Egy tiszta nő, rendezte Roman Polański
  - Rendező: Roman Polański, Egy tiszta nő
  - Férfi főszereplő: Claude Brasseur, Rendőrök háborúja
  - Női főszereplő: Miou-Miou, A szökés
  - Külföldi film: Manhattan, rendezte Woody Allen
- 1980-as cannes-i filmfesztivál
- Berlini Nemzetközi Filmfesztivál
  - Arany Medve: A szelíd vadnyugat – Richard Pierce
  - Rendező: Szabó István – Bizalom
  - Férfi főszereplő: Andrzej Seweryn – A karmester
  - Női főszereplő: Renate Krössner – Solo Sunny
- Velencei Nemzetközi Filmfesztivál (augusztus 22. – szeptember 1.)
  - Arany Oroszlán: Gloria – John Cassavetes
  - Férfi főszereplő: George Burns, Art Carney, Lee Strasberg – Nyugdíjasok bandája
  - Női főszereplő: Liv Ullmann – Emlékek Richardról
- 1980-as Magyar Filmszemle

## Születések
- február 12. – Christina Ricci, színésznő

## Halálozások
- január 24. – Lil Dagover, színésznő
- január 29. – Jimmy Durante, színész
- február 13. – David Janssen, színész
- március 5. – Jay Silverheels, színész
- március 28. – Dick Haymes, színész, énekes
- április 29. – Alfred Hitchcock, rendező
- május 14. – Hugh Griffith, színész
- május 14. – Bulla Elma, színésznő
- május 30. – Kalmár László, rendező
- július 6. – Gail Patrick, színésznő
- július 24. – Peter Sellers, színész
- július 25. – Vlagyimir Viszockij, színész, énekes
- július 31. – Bobby Van, színész, táncos
- augusztus 14. – Dorothy Stratten, színésznő
- augusztus 25. – Gower Champion, színész, táncos
- szeptember 25. – Lewis Milestone, filmrendező, filmproducer és forgatókönyvíró
- október 6. – Hattie Jacques, színésznő
- november 7. – Steve McQueen, színész
- november 18. – Makláry János, színész
- november 22. – Mae West, színésznő
- november 24. – George Raft, színész
- november 26. – Rachel Roberts, színésznő
- december 31. – Raoul Walsh, rendező

## Filmbemutatók
- Betörő Morant – rendező Bruce Beresford
- Airplane! – rendező Jim Abrahams és David Zucker
- Bármi áron – rendező Buddy Van Horn
- Atlantic City – rendező Louis Malle
- Bon Voyage, Charlie Brown (And Don't Come Back) – rendező Bill Melendez
- Brubaker – rendező Stuart Rosenberg
- Golfőrültek – főszereplő Bill Murray, Chevy Chase, Rodney Dangerfield, Ted Knight
- A nők városa – rendező Federico Fellini
- Portyán – rendező William Friedkin
- Hírnév – rendező Alan Parker
- Flash Gordon – rendező Mike Hodges
- Péntek 13. – rendező Sean S. Cunningham
- Ragyogás – főszereplő Jack Nicholson és Shelley Duvall, rendező Stanley Kubrick
- Szabadlábon Velencében – főszereplő Jean-Paul Belmondo, Mirella D'Angelo, Paolo Bonacelli, Michel Galabru és Carla Romanelli, rendező Georges Lautner
- Gloria – főszereplő Gena Rowlands, rendező John Cassavetes
- Hey Babe! – főszereplő Yasmine Bleeth és Buddy Hackett
- Árnyéklovas – rendező Kuroszava Akira
- A vagány – rendező Maurice Pialat
- Őrült éjjel
- Amerikai nagybácsim – rendező Alain Resnais
- Kilenctől ötig – főszereplő Dolly Parton, rendező Colin Higgins
- O Megalexandros – rendező Theo Angelopoulos
- Átlagemberek – rendező Robert Redford
- Palermo vagy Wolsfburg – rendező Werner Schroeter
- Dühöngő bika – rendező Martin Scorsese
- Hárman a slamasztikában – rendező Jay Sandrich
- Dutyi-dili – főszereplő Richard Pryor, Gene Wilder
- A nagy vörös egyes – rendező Samuel Fuller
- A kék lagúna – főszereplő Brooke Shields és Christopher Atkins, rendező Randal Kleiser
- Spetters – főszereplő Hans van Tongeren, Toon Agterberg, Maarten Spanjer, Renée Soutendijk, Rutger Hauer és Jeroen Krabbé, rendező Paul Verhoeven
- The Blues Brothers – rendező John Landis
- The Club – rendező Bruce Beresford
- Konstans – rendező Krzysztof Zanussi
- Az elefántember – rendező David Lynch
- A kaszkadőr – rendező Richard Rush
- The Young Master – rendező Jackie Chan
- Városi cowboy – rendező James Bridges
- Gyanútlan gyakornok - rendező Claude Zidi, főszereplők Coluche és Gérard Depardieu
- Cannibal Holocaust - rendező Ruggero Deodato